# Ауланко
Долина Ауланко (фин. Aulanko) — обширная парковая территория в Финляндии, расположенная в черте города Хямеэнлинна.
Она включает в себя огромное озеро, защищенное от ветров, гранитный замок, смотровую башню, коттеджный поселок, а также освещенную лыжную тропу. В северо-западной части парка расположена гостиница Aulanko, куда приезжают посетители не только из других стран, но и коренное население Финляндии.

## Эпоха полковника Хуго Роберта Стандершельда
История Ауланко в его современном виде началась в Великом княжестве Финляндия в 1883 году. Капитан Хуго Стандертскйольд, который позже стал полковником, купил поместье Карлберг, расположенное на берегу озера Ванаявеси, у генерал-майора Георга Эберхарда Галиндo, который, как и Стандертскйольд, служил в Императорской России.
Эта сделка стала настолько значительным изменением в собственности на землю, что местные газеты широко освещали её. Предшествующий владелец Карлберга, друг Стандертскйольда, переехал в Россию и хотел распорядиться своим поместьем в Хяме.
Стандертскйольд намеревался приобрести летнюю резиденцию. Его зимняя резиденция была построена в Хельсинки на Норд-Эспланаде 3, рядом с Императорским дворцом. Ауланко находился всего в нескольких километрах от железнодорожной станции Хямеенлинна, что делало поездки на поезде между Хельсинки и Хямеенлинной удобными. Сам полковник родом из Янаккалы в Хяме, которая расположена к югу от Ауланко. Поместье Ванантаан, находящееся вдоль того же водного пути, было его местом рождения. Стандертскйольд инициировал масштабные строительные работы, направленные не только на здания, но и на окружающую природу. Вблизи зданий был создан парк, а между холмом Ауланко и постройками был заложен лесной парк.
Основное здание было построено путем расширения и изменения старого главного здания Карлберга, которое находится на месте нынешнего отеля. Архитектурно основное здание было выполнено в французском необарочном стиле. Этот же архитектурный стиль можно до сих пор восхищаться в так называемом кавалерийском крыле, которое полковник построил как гостевой дом.
Основное здание было украшено агавами и лавровыми деревьями. Парк был засажен пальмами, кактусами и цветами. Саженцы и растения были привезены из России. Рядом с основным зданием росли кипарисы, кедры, сибирские сосны, дубы, ольхи и карликовые сосны. Серебристые тополя были посажены у берега озера Ванаявеси. Вдоль набережной были установлены скульптуры. Красноватые ракушки выложили дорожки парка. Большие стеклянные шары выглядывали из травяного ковра.
С 1883 по 1938 год в Ауланко был создан парк в английском стиле. На территории нынешнего заповедника находились два больших болота, с которых полковник Стандертскйольд заказал строительство искусственных прудов под названиями Юотсенлампи "Лебединое озеро" и Метсалами "Лесное озеро". Эти пруды также имеют искусственные острова, хотя они используются только птицами. Два искусственных острова для местных жителей и посетителей были построены вместо этого на озере Ванаявеси. Все эти ландшафтные работы потребовали до 250 рабочих одновременно, а также многочисленные дорожки для повозок и пешеходные тропы с необходимыми насаждениями. В общей сложности было построено около 14 километров новых дорог.
Сельское хозяйство также играло роль в деятельности летней резиденции, хотя полковник занимался настоящим фермерством в другом месте. В Ауланко выращивались фрукты и овощи в саду, который также включал множество отапливаемых теплиц. По информации журналиста, писателя и дипломата Лаури Ханникайнена, в саду в 1912 году было двенадцать различных комнат для растений и фруктов, таких как виноградная, абрикосовая, сливовая, ананасовая, вишневая, инжирная, яблочная и грушевую комнаты. В Ауланко также выращивались персики, нектарины и несколько сортов ягод. Ханникайнен отметил, что было более тысячи различных грядок для рассады и двести окон для овощных грядок. Каждую весну в теплицах выращивалось более 100 000 цветочных саженцев. Площадь сада занимала несколько гектаров.
Ауланко имел собственное рыбоводное хозяйство, которое было первым в Финляндии. В рыбоводном хозяйстве разводили лосося, судака, радужную форель, белую рыбу и коричневую форель.
Каменные работы особенно нравились полковнику Стандертскйольду; на этой территории есть множество каменных стен и террас. Кроме того, в Ауланко была построена гранитная крепость для создания впечатления о том, что когда-то здесь существовал старый замок Ауланко. Однако крупнейшие каменные работы происходили на холме Аулангонвуори, где были очищены старые примитивные защитные сооружения. В 1907 году на холме была построена 33-метровая гранитная смотровая башня по проекту архитектора Вальдемара Аспелина. От основания башни спускается крутая лестница из 322 каменных ступеней к так называемой Медвежьей пещере с установленной скульптурой "Медведи", изображающей семью медведей работы Роберта Стигелла.
В Ауланко также были построены легкие парковые сооружения: различные беседки и храмы. Они предоставляли место для прогулок или отдыха гостей полковника с возможностью насладиться закусками. Некоторые из этих беседок и храмов сохранились до сих пор; однако многие деревянные конструкции пришли в упадок до того момента, как последующие поколения признали их ценность. Эти парковые структуры вдохновили молодого школьника из Хямеенлинна Лицея Эйно Лейно написать свое стихотворение "Келлонни онни оннекаткекон", вдохновленное Храмом Счастья в Ауланко.
Ауланко был домом для первого зоопарка Финляндии. Сто лет назад здесь находились два зоопарка с различными животными: оленями, фазанами и павлинами. Горные козлы, благородные олени и сика были привезены из Гамбурга в Ауланко. Черные лебеди были импортированы из Австралии. Индийские бегуны также встречались в Ауланко. Павлин вызывал много удивления. Во время Первой мировой войны фазанов из Ауланко выпустили на волю; дикая популяция фазанов Финляндии происходит из Ауланко.
Полковник Стандертскйольд был известен своей любовью к роскошным праздникам; Ауланко стал известным местом для мероприятий высшего общества. На праздниках Ивана Купалы граммофон играл песни итальянского тенора Энрико Карузо и австралийской сопрано Нелли Мелба. Гостей перевозили коними повозками от железнодорожной станции Хямеенлинна; водители были одеты в униформу. Гранитный замок имел маленькую пушку для салютов в честь почетных гостей. Музыкальный оркестр встречал большую толпу гостей; иногда количество участников достигало до тысячи человек на некоторых мероприятиях. Во время ужина подавали от 7 до 10 блюд; фейерверки, бенгальские огни и цветные фонари освещали праздник; благодарные гости носили полковника по парку на золотом кресле; во время празднования было выпито более 700 бутылок шампанского.
Ауланко стал домом для первого граммофона Финляндии; полковник имел замечательно обширную коллекцию записей своего времени с произведениями Карузо, Мелбы, Маттиа Баттистини, Аделины Патти и Луизы Тетразини.
В Ауланко был привезён первый Rolls-Royce Финляндии; полковник также владел кабриолетом Mercedes-Benz.
Поместье Карлберг представляло собой вершину культуры дворянских имений; его описывали как финское Версаль благодаря тому, что оно превзошло всё достигнутое в Финляндии того времени по качеству исполнения и богатству.
Стандертскйольд был одним из самых богатых людей Финляндии.
С возрастом путешествовать в Ауланко становилось всё труднее; поскольку у него не было семьи он решил расстаться с Ауланко; сложные вопросы наследства также сыграли свою роль: полковник не был женат и не имел детей; последний летний сезон Стандертскйольд провёл в Ауланко в 1926 году.

## Отель Ауланко
В 1927 году Ауланко стал отелем.
Репутация отеля Ауланко возросла как на внутреннем, так и на международном рынках, и его вместимость вскоре оказалась недостаточной. Таким образом, в 1938 году было завершено строительство главного здания в функционалистском стиле, спроектированного Мартой Бломстедт и Матти Лампэном. По завершении строительства Ауланко стал самым изысканным отелем Финляндии.
Президент Республики Финляндия Ристо Рюти и маршал Карл Густав Эмиль Маннергейм посетили Ауланко.
После войны, во время летних Олимпийских игр 1952 года, в отеле Ауланко и зданиях поместья Катаисто разместились пятиборцы из четырнадцати стран. В этом районе были организованы как тренировочные, так и жилые помещения для спортсменов. Однако сами соревнования проходили в Ахвенисто, расположенном на другой стороне города. Ауланко служил деревней для международных гостей.
Лесной парк Ауланко был объявлен природным заповедником по решению губернатора Хяме в 1930 году, а в 1960-х годах территория была полностью передана из собственности города Хямеенлинна в государственную собственность. В 1943 году в парке был открыт памятник Хуго Стандертскйольду.
Британский режиссер Альфред Хичкок остановился в отеле в 1968 году во время поиска мест для съемок своего проекта *Короткая ночь*. Хичкок остался доволен едой и напитками в отеле.